# Vietnam, Vietnam (phim)
Vietnam, Vietnam là một bộ phim nói về chiến tranh Việt Nam của Sở thông tin Hoa Kỳ (USIA).
Bộ phim được dẫn lời bởi Charlton Heston, nói về một khoảng thời gian ngắn tại Việt Nam từ tháng 10-12 năm 1968 nhưng đến năm 1971 mới phát hành. Mặc dù John Ford, nhà điều hành sản xuất, đã đến Việt Nam, nhưng ông ta không tham gia vào công việc sản xuất tại đây. Ford sau đó đã thực hiện công việc giám sát chỉnh sửa và biên lại kịch bản phim
Bruce Herschensohn, nhà sản xuất, chia sẻ rằng mục đích của bộ phim là cung cấp cái nhìn khách quan hơn so với các nhà phê bình về chiến tranh đang cung cấp cho mọi người. Nguyên nhân của sự thay đổi tình hình chính trị tại Việt Nam, bộ phim đã trải qua nhiều lần cắt xén và thay đổi kịch bản trong 3 năm, và cuối cùng đã được phát hành.